# Siemnice
Siemnice (prononciation [ɕɛmˈnit͡sɛ]) est un village de la gmina de Rachanie, du powiat de Tomaszów Lubelski, dans la voïvodie de Lublin, situé dans l'est de la Pologne.
Il se situe à environ 6 kilomètres au nord-est de Rachanie (siège de la gmina), 16 kilomètres au nord-ouest de Tomaszów Lubelski (siège du powiat) et 107 kilomètres au sud-est de Lublin (capitale de la voïvodie).
Le village comptait approximativement une population de 390 habitants en 2006 .

## Histoire
En 1942, environ 70 Juifs (incluant des enfants) de la ville seront assassinés dans la ville dans le cadre de ce qu'on appellera la Shoah par balles.

## Administration
De 1975 à 1998, le village est attaché administrativement à l'ancienne voïvodie de Zamość.

Depuis 1999, il fait partie de la nouvelle voïvodie de Lublin.